# 圣赛尔
圣赛尔（法語：Saint-Saire，法語發音：[sɛ̃ sɛʁ]）是法国滨海塞纳省的一个市镇，属于迪耶普区。

## 地理
圣赛尔（49°41'38"N, 1°29'34"E）面积13.32 平方千米，位于法国诺曼底大区滨海塞纳省，该省份为法国北部沿海省份，其西部及北部濒大西洋英吉利海峡，东起顺时针与索姆省、瓦兹省、厄尔省和卡爾瓦多斯省接壤。
与圣赛尔接壤的市镇（或旧市镇、城区）包括：博贝克-拉罗西耶尔、布埃勒、布赖地区方丹、内勒-奥当、讷维尔费里耶尔。

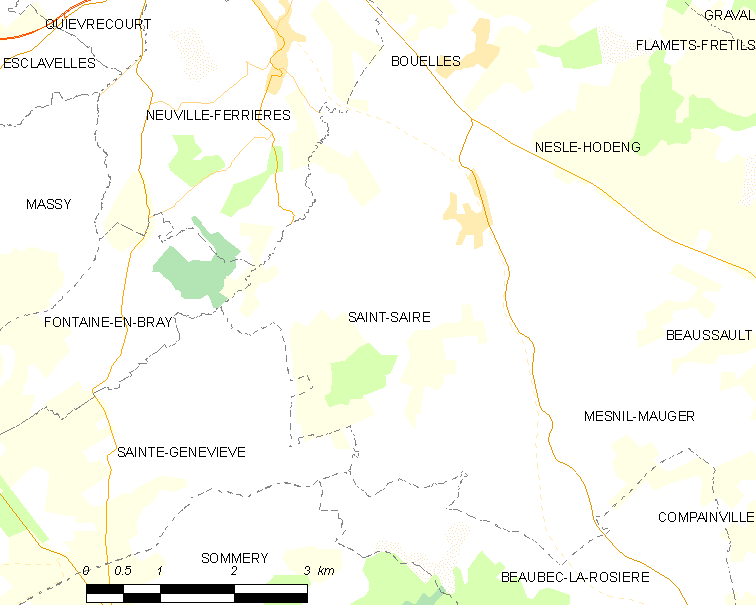
圣赛尔的OSM定位图

圣赛尔的时区为UTC+01:00、UTC+02:00（夏令时）。

## 行政
圣赛尔的邮政编码为76270，INSEE市镇编码为76649。

## 政治
圣赛尔所属的省级选区为布赖地区讷沙泰勒县。

## 人口

1962-2008年间圣赛尔人口变化图示

圣赛尔于2022年1月1日时的人口数量为579人。